# Hieronymusring
Der Hieronymusring ist ein undotierter deutscher Übersetzerpreis, der 1979 vom Verband deutschsprachiger Übersetzer/innen literarischer und wissenschaftlicher Werke gestiftet wurde. Ähnlich wie der Iffland-Ring bei Theaterschauspielern wird der Ring als Wanderpreis vom jeweiligen Träger nach zwei Jahren an einen vom Träger ausgewählten Kollegen in Anerkennung hervorragender Leistungen auf dem Gebiet literarischer Übersetzung weitergegeben.
Anlass der Stiftung war der 80. Geburtstag von Susanna Rademacher, einer Übersetzerin amerikanischer und englischer Literatur. Sie wurde erste Trägerin der Auszeichnung. Ermöglicht hatten den Preis Zuwendungen des Rowohlt Verlags und der Einsatz von Heinrich Maria Ledig-Rowohlt und Helmut Frielinghaus, dem damaligen Lektor und Leiter der Übersetzungsabteilung in diesem Verlag.
Der Name der Auszeichnung erinnert an den Kirchenvater Hieronymus, dessen Neuschöpfung des lateinischen Bibeltextes, genannt Vulgata, ein wichtiges Dokument der christlichen Kirche wurde. Deshalb gilt Hieronymus vielen Menschen im Westen als der Schutzpatron der Übersetzer.
Bisherige Träger des Hieronymus-Rings:
- 2025  Ernest Wichner[1]
- 2023 Claudia Sinnig[2]
- 2021 Heike Flemming[3]
- 2019 Marianne Gareis[4]
- 2017 Gabriele Leupold
- 2015 Miriam Mandelkow
- 2013 Frank Heibert
- 2011 Karin Krieger
- 2009 Ulrich Blumenbach
- 2007 Susanne Lange
- 2004 Elisabeth Edl
- 2002 Hanns Grössel
- 1999 Brigitte Große
- 1997 Stefanie Schäfer
- 1995 Hartmut Fähndrich
- 1993 Ruth Achlama
- 1991 Andreas Klotsch
- 1989 Sylvia List
- 1987 Ilma Rakusa
- 1983 und 1985 Inge von Weidenbaum und Christine Koschel
- 1981 Kai Molvig
- 1979 Susanna Rademacher